# Enthrone Darkness Triumphant
Enthrone Darkness Triumphant treći je studijski album
norveškog black metal-sastava Dimmu Borgir. Snimljen je u siječnju 1997. godine u Abyss studiju u Švedskoj. Album je postigao ogroman uspjeh. Izdavač je Nuclear Blast. Enthrone Darkness Triumphant prvi je studijski album Dimmu Borgira s pjesmama na engleskom.
Također, ovo je prvi album na kojem se vidi novi logotip Dimmu Borgira.

## Popis pjesama
1. "Mourning Palace" – 5:13
2. "Spellbound (by the Devil)" – 4:08
3. "In Death's Embrace" – 5:43
4. "Relinquishment of Spirit and Flesh" – 5:33
5. "The Night Masquerade" – 4:25
6. "Tormentor of Christian Souls" – 5:39
7. "Entrance" – 4:48
8. "Master of Disharmony" – 4:15
9. "Prudence's Fall" – 5:57
10. "A Succubus in Rapture" – 6:00
11. "Raabjørn speiler Draugheimens Skodde" – 5:02
12. "Moonchild Domain" (Bonus pjesma) – 5:42
13. "Hunnerkongens sorgsvarte ferd over steppene" – 3:05
14. "Chaos Without Prophecy" (Bonus pjesma) – 7:09

## Doprinosi
- Shagrath - vokal, gitara
- Silenoz - gitara
- Tjodalv - bubnjevi
- Nagash - bas-gitara
- Stian Aarstad - sintisajzer, klavir

- Bente Engen - ženski vokal u "The Night Masquerade"

- Peter Tagtgren - inženjer zvuka, miksanje
- P. Grøn - omot albuma, ilustracije